# 富口镇
富口镇，是中华人民共和国福建省三明市沙县区下辖的一个乡镇级行政单位。

## 行政区划
富口镇下辖以下地区：
车头社区、富口村、岩地村、白溪口村、延溪村、姜后村、柳坑村、洋花坑村、白溪村、荷山村、堆积坑村、郭墩村、盖竹村、山氽村、池村和罗溪村。